# Уиллкокс, Тойа
Тойа Энн Уиллкокс (англ. Toyah Ann Willcox; 18 мая 1958, Бирмингем, Англия) — британская актриса и певица, начинавшая на панк-сцене, ставшая затем одной из самых заметных фигур британской новой волны.
Наивысшими достижениями Тойи Уилкокс в UK Singles Chart остаются Four from Toyah EP (#4), «I Want to Be Free» (#8) и «Thunder in the Mountains» (#4), все — в 1981 году. 14 синглов Тойи Уиллкокс входили в UK Indie Top 20 Charts: по этому показателю она занимает 4-е место, уступая лишь Depeche Mode, New Order и The Smiths.

## 1977—1983
Творческая жизнь Тойи Уиллкокс началась в театре: по окончании бирмингемской Old Rep Drama School она получила приглашение в лондонский Королевский национальный театр, где сыграла Эмму в «Сказках Венского леса». Летом 1977 года она снялась в фильме «Jubilee» Дерека Джармена (сыграв Мэд), затем — в фильмах «The Corn Is Green» (с Кэтрин Хепбёрн), и «Квадрофения» Фрэнка Роддэма (Манки). В числе её театральных работ того времени критики отмечали «Американские дни» Стивена Полиакоффа и шекспировскую «Бурю», поставленную, опять-таки, Джарменом.

### Toyah
В июне 1977 года Тойа возглавила рок-группу, в состав которой вошли также Джоэл Боген (гитара), Марк Хенри (бас-гитара), Стив Брэй (ударные) и Питер Буш (клавишные). Первое время группа репетировала без названия, затем некоторое время называлась Ninth Illusion.
Свои первые демо состав записал в здании, известном, как Mayhem; в это время музыканты и приняли решение назвать свою группу в честь своей необычной вокалистки. Песни, записанные в 1978 году («Mother», «Hunger Hill», «Eyes», «Computers», «Gaoler», «Waiting», «Danced», «Neon Womb», «Problem Child», «Little Boy», «Israel»), частично составили материал ранних релизов группы, в остальном — представлены на сборнике раритета Mayhem 1985 года.
Группа Toyah подписала контракт с независимым лейблом Safari Records, который в июле 1979 года выпустил дебютный сингл «Victims Of The Riddle». После того, как Тойа появилась в роли панк-певицы Тулы (англ. Toola) в телесериале Shoestring, телекомпания ATV сняла документальный фильм о музыкальной карьере актрисы, который посмотрели 10 миллионов зрителей: это во многом предопределило стремительный рост популярности новой группы.
В августе вышел записанный с продюсерами Стивом Джеймсом и Кейтом Хейлом (и представленный Safari как Alternate Play) дебютный EP Sheep Farming In Barnet. Материал его, вместе с «Victims Of The Riddle» и вторым синглом «Bird In Flight» составил материал германского сборника, вышедшего под тем же названием. Релизы получили высокие оценки критики, но лейбл не имел возможности самостоятельно заниматься чарт-промоушном — до тех пор, пока не заключил договор на распространение продукции с Spartan Records.
Альбом The Blue Meaning, вышедший в июне 1980 года, поднялся до #40 в Британии и обратил внимание на исполнительницу широкой публики. Первая большая статья о Тойе появилась в NME: её автором был впоследствии известный продюсер, антрепренёр, участник Art Of Noise) Пол Морли.
В январе 1981 года вышел концертный Toyah Toyah Toyah, записанный в вулверхэмптонском Lafayette Club в июне 1980 года. Альбом, составленный из известнейших песен раннего репертуара («Victims of the Riddle», «Danced», «Race Through Space», «Ieya») 17 января поднялся до #17 в UK Album Charts.
Первым хитом Toyah — группы, в составе которой вместе с Тойей Уилкокс и Джоэлом Богеном теперь играли Фил Сполдинг (бас), Найджел Глоккер (ударные) и Эдриан Ли (клавишные) — стал EP Four From Toyah, поднявшийся в феврале 1981 года до #4. Основным (и тут же зазвучавшим в радиоэфире) треком здесь стал «Its A Mystery» — кавер-версия песни, первоначально записанной Кейтом Хэйлом (продюсером Sheep Farming in Barnet) и его группой Blood Donor.
В апреле вышел «I Want to Be Free» (#8 UK, #10 Ирландия, #10 ЮАР, май 1981), включённый в альбом Anthem (#2, май 1981), который, как отмечает AllMusic наверняка возглавил бы чарты, если бы не охвативший в те дни Британию Stars on 45-крейз. В октябре до 4-го места в списках поднялся «Thunder In The Mountains», сингл, в альбом не вошедший; впечатляющий видеоклип к песне создал дуэт участников 10cc Godley & Creme.
Anthem ознаменовал разрыв с панк-аудиторией: Тойа примкнула к движению «новых романтиков», сохранив приверженность красочному поэтическому и вокальному стилю («I Am», «Elocution Lesson»). Следующим чарт-хитом стал Four More from Toyah EP (#14, ноябрь 1981, основной трек — «Good Morning Universe»), записанный уже с новым ударником, Саймоном Филипсом (Глоккер перешёл в Saxon).
The Changeling, записанный продюсером Стивом Лилливайтом при участии клавишника Саймона Дарлоу, заменившего Ли, был уже ближе к готическому року («The Packt»), чем к панку. Поднявшись до #6 в списках, он стал последним Top-10-хитом певицы.
В конце 1981 года вышел двойной концертный альбом, Warrior Rock: Toyah on Tour (#20, 1981), записанный при участии Кейта Хэйла в качестве клавишника. В начале 1982 года Тойа получила The Brits Award в категории «Певица года».
После выхода Love Is the Law (#28, 1983) ансамбль распался: Филипс и Сполдинг приступили к сотрудничеству с Майком Олдфилдом. Сборник хитов Toyah Toyah Toyah, выпущенный K Tel Records, успеха в чартах не имел. С этого момента Тойа занялась сольной карьерой, сохранив творческий союз с Джоэлом Богеном.

### Сольная карьера

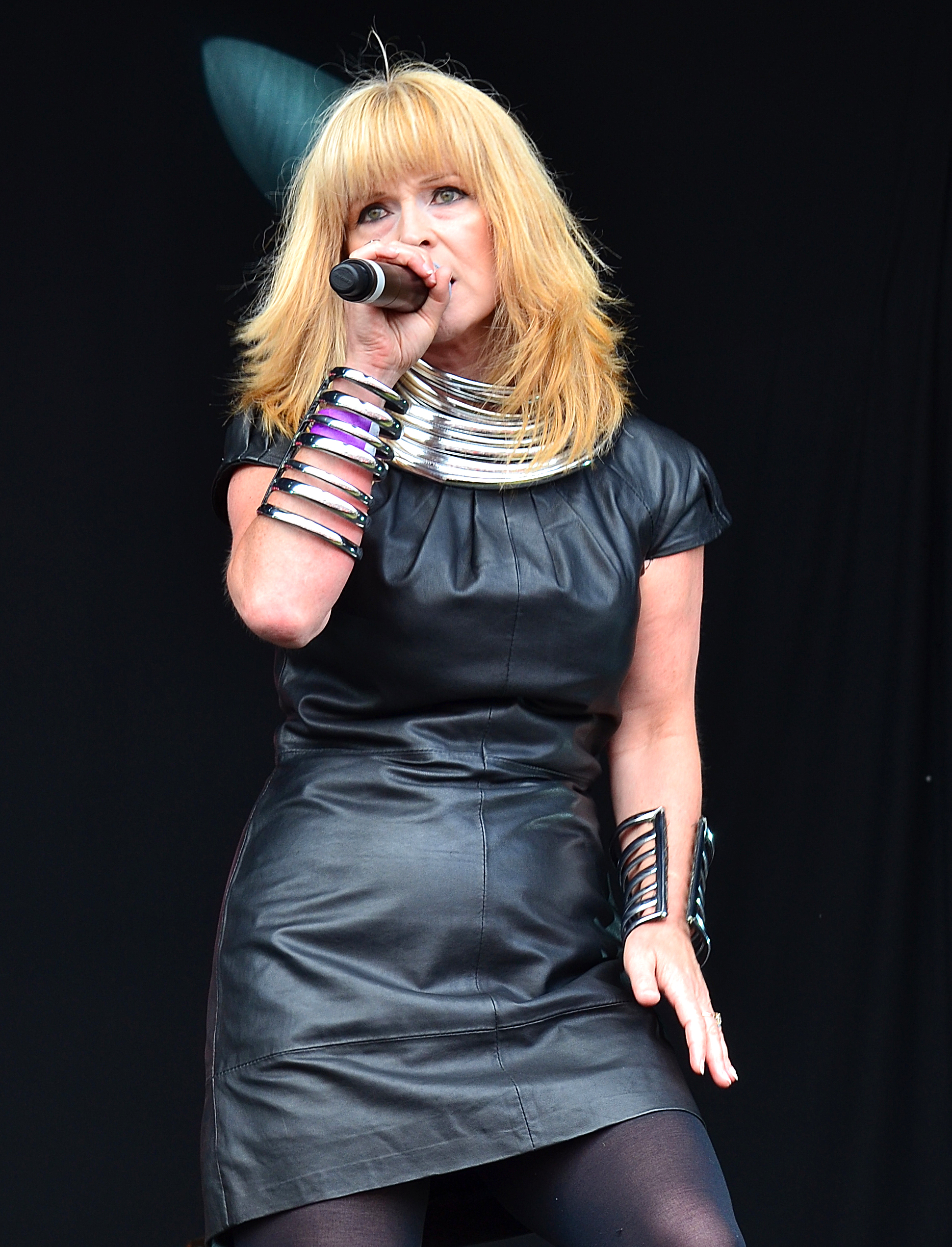
В 2014 году

В 1985 году Toyah ушла из Safari и подписала сольный контракт с Portrait (филиалом CBS). Первый её альбом, выпущенный новым лейблом, Minx, был адресован явно американской аудитории и не содержал ни намека на прежнюю сценическую агрессивность. Помимо авторского материала в альбоме были представлены и кавер-версии (в частности, на «School’s Out»), чего не бывало прежде. Альбом поднялся до #24 в UK Album Charts, но в США успеха не имел. Вторым неприятным сюрпризом для Тойи в том же году стал выпуск (без её согласия) Mayhem — сборника демо-плёнок и архивного материала, накопившегося на полках Safari Records.
В Desire (1987) Тойа попыталась вернуться к экспериментальной музыке; однако многих удивило присутстве и здесь двух каверов, особенно «Love Unkind» Джорджио Мородера. Позже в автобиографии Тойа утверждала, что на включении в альбом «Love’s Unkind» настаивал лейбл E.G. Records, угрожая, что не выпустит альбом без этого трека. Синглами из Desire вышли «Echo Beach» (#54, апрель 1987) и «Moonlight Dancing».
Концептуальный Prostitute (1988) критика сочла самым некоммерческим и экспериментальным из сольных альбомов Тойи Уиллкокс. Он был выпущен на её собственном лейбле Vertical Species (а в 2003 году был перевыпущен вместе с Ophelia’s Shadow: здесь в тексте на вкладке певица подробно рассказала о том, что в основу пластинки легли её чувства связанные с вниманием прессы к её браку с Робертом Фриппом).
Критика высоко оценила также и Dreamchild. Синглом отсюда вышел «Now and Then», его позже ремикшировал DJ Tim из Utah Saints). Своей любимой пластинкой Тойа Уиллкокс называла Ophelia’s Shadow (1991), в записи которой принял участие Фрипп.
В 1987 году Тойа и Фрипп образовали группу Sunday All Over the World, которая обратила на себя внимание концертными выступлениями и дебютным альбомом Kneeling at the Shrine. Затем она провела британские гастроли с группой Strange Girls (до этого известной как She-Devils) и дебютировала в качестве вокалистки в составе берлинской progressive jazz-rock-группы Kiss of Reality.
В 2003 году на Vertical Species Records, её собственном лейбле, вышел мини-альбом Velvet Lined Shell: здесь Тойа вернулась к «нововолновому» звучанию начала 80-х, которое вновь обрело такую актуальность в новом веке.
Вместе с Биллом Рифлином и Крисом Вонгом Тойа создала проект The Humans («европейская экспериментальная музыка + американский грандж»), который дебютировал с концертами в Эстонии осенью 2007 года.
В мае 2008 года вышел новый студийный альбома Тойи In the Court of the Crimson Queen. Первым синглом из него вышел «Latex Messiah», вторым — «Lesser God». Подробно о сексуально-религиозной образности, использованной в этих двух песнях она рассказала в интервью Кристиану Вилдингу.

## Кино и театр
Несмотря на отдельные успехи, Тойа Уиллкокс так и не нашла себя в большом кинематографе: единственным (по её словам) режиссёром, кто мог бы раскрыть её творческий потенциал, был покойный Дерек Джармен. Но она сохраняет известность на британской театральной сцене, где выступает практически непрерывно. Самыми её запоминающимися работами были и остаются: «Сон в летнюю ночь» (1988, Birmingham Rep), «Укрощение строптивой» (1991, Cambridge Theatre Company), «Тереза Ракен» (1992 по роману Эмиля Золя — её Тойа считает лучшей в своей карьере), «Memoirs of a Survivor» — пьеса по роману Дорис Лессинг, которая дала согласие на постановку только благодаря настойчивости актрисы и режиссёра Ричарда Осборна), «Каррингтон» (1993 — о судьбе художницы Доры Каррингтон, Chichester Festival Theatre), «Питер Пэн» (1993/'94, Yvonne Arnaud Theatre). В 2008 году Тойа получила роль на Вест-энде в мюзикле «Calamity Jane», с которым гастролировала в Британии и Европе.
В 2009 году вышла вторая серия телефильма с её участием «Secret Diary Of A Call Girl» и начались съёмки третьей части. В январе Тойа приступила также к работе в фильме «The Power of 3». Её основной театральной работой начала года стала роль Королевы-дьявола (англ. Devil Queen) в спектакле «Vampires Rock».

## Личная жизнь
С 1986 года Тойа — жена Роберта Фриппа из King Crimson; они живут в городке Першор (с 7-тысячным населением) в графстве Вустершир.

## Дискография

### Альбомы
- 1979 — Sheep Farming in Barnet
- 1980 — The Blue Meaning
- 1980 — Toyah! Toyah! Toyah! (концертный сборник)
- 1981 — Anthem
- 1982 — The Changeling
- 1982 — Warrior Rock: Toyah on Tour (двойной концертный сборник)
- 1983 — Love Is the Law
- 1985 — Mayhem (сборник не выпускавшегося и архивного материала)
- 1985 — Minx
- 1987 — Desire
- 1988 — Prostitute
- 1991 — Ophelia’s Shadow (с участниками King Crimson)
- 1993 — Take the Leap!! (концертный сборник, выпускавшийся лишь на кассете)
- 1994 —  Dreamchild
- 2003 — Velvet Lined Shell (мини-альбом)

#### Компиляции
- 1984 — Toyah! Toyah! Toyah!
- 1994 — Best of Toyah
- 1998 — Live & More: Live Favourites & Rarities
- 1998 — The Very Best of Toyah
- 1998 — Proud, Loud & Heard: The Best of Toyah
- 2005 — The Safari Singles Collection Part I: 1979—1981
- 2005 — The Safari Singles Collection Part II: 1982—1983

## Фильмы и роли
- 1977 — Jubilee (1977) … Мэд
- 1979 — The Corn is Green… Бесси Уотти
- 1979 — The Tempest … Миранда
- 1979 — Quadrophenia … Манки
- 1984 — The Ebony Tower … Энн
- 1993 — Anchoress… Полин Карпентер
- 1999 — Julie and the Cadillacs … Барбара Гиффорд
- 1999 — The Most Fertile Man in Ireland … Доктор Джонсон